# 日本ブラインドサッカー協会
特定非営利活動法人日本ブラインドサッカー協会（にほんブラインドサッカーきょうかい、英: Japan Blind Football Association、略称：JBFA）は、日本のブラインドサッカーおよびロービジョンフットサルを統括するNPO法人。日本パラスポーツ協会（JPSA）、日本障がい者サッカー連盟（JIFF）、日本パラリンピック委員会（JPC）に加盟している。旧組織名は日本視覚障害者サッカー協会（日本視覚障がい者サッカー協会）。

## 概要
2001年11月11日に発足した「音で蹴るもうひとつのワールドカップ実行委員会」を前身として、2002年10月12日、日本視覚障害者サッカー協会（JBFA）が設立された。2010年8月1日に現在の名称に変更し、2015年10月27日にNPO法人となった。登録チーム数はB1クラス（ブラインドサッカー）が19チーム、B2/3クラス（ロービジョンフットサル）が3チーム。なお、「BLIND SOCCER ブラインドサッカー」と略称の「ブラサカ」は同協会が管理する登録商標である。

### ライセンス制度
日本障がい者サッカー連盟に加盟する競技団体の中で唯一、指導者ライセンス制度と審判ライセンス制度の両方を設けている。『障がい者サッカー HAND BOOK』（日本サッカー協会）によれば、2015年時点の指導者は66名、指導者インストラクターは5名、審判員は33名、審判インストラクターは3名。

### 旧組織名の表記
「障がい者」表記の採用に伴い、「日本ブラインドサッカー協会」への名称変更後に旧組織名の表記を「日本視覚障害者サッカー協会」から「日本視覚障がい者サッカー協会」に変更した。過去に遡って適用したため、既存の情報との整合性がとれなくなっており、「日本視覚障がい者サッカー協会」の名称で活動していたと誤解されることがある。実際に使われていた名称が「日本視覚障害者サッカー協会」であることは当時の資料から確認できる。

## 事業

### 事業内容
- 強化事業
- 育成事業
- 普及事業
- 審判事業
- 大会事業
- ダイバーシティ事業部
- ソシオ事業
- 障がい者サッカー連携・国際大会主催
- 事務局

### 担当部長
- ブラインドサッカー男子日本代表チーム部長：小森隆弘
- ブラインドサッカー女子日本代表チーム部長：安達亮
- ロービジョンフットサル日本代表チーム部長：安達亮
- 普及育成部長：村上重雄
- 医事部長：木下裕光
- 審判部長：高木和男
- 大会・地域連携事業部長：井口健司
- OPEX部長：八木世津子
- ダイバーシティ事業部長：剣持雅俊
- 事業戦略部長：山本康太
- 経営企画室長：前田淑江
- 事務局長：松崎英吾[注 2]
- 事務局次長：井口健司

（上記の出典：日本ブラインドサッカー協会公式ウェブサイト「事業内容」「協会概要」より）

## 理事
- 代表理事：釜本美佐子（元サッカー日本代表の釜本邦茂の姉[2]）
- 副理事長：塩嶋史郎
- 理事：牛島利明（慶應義塾大学商学部教授[18]）、白幡洋一（前ベガルタ仙台社長[19]）、安達亮（NPO法人コモンビート理事長[19]）
- 監事：今井泰弘

（上記の出典：日本ブラインドサッカー協会公式ウェブサイト「協会概要」より）

## 主な主催大会
同協会が主催する全国大会・国際大会を挙げる。
- ブラインドサッカー
  - 日本選手権（アクサ ブレイブカップ）[20]
  - クラブチーム選手権（KPMGカップ、旧・クラブ選手権[注 3]）[21][22]
  - IBSAブラインドサッカーワールドグランプリ[23][24]
  - LIGA.i[25]
- ロービジョンフットサル
  - 日本選手権[26]

## パートナーシップ協定
- 品川区（2016年4月27日締結、契約期間は5年間）[27][28][注 4]

## パートナー企業

### パートナー
- アクサ生命保険株式会社
- ブラックロック・ジャパン株式会社
- TANAKAホールディングス株式会社
- SMBC日興証券株式会社
- 株式会社朝日新聞社
- KPMGジャパン
- 味の素株式会社
- 全日本空輸株式会社
- 株式会社丸井グループ
- 参天製薬株式会社
- トルンプ株式会社
- 株式会社アセットリード

### サプライサービスパートナー
- トーヨーエキスプレス株式会社
- Sansan株式会社
- 有限責任あずさ監査法人
- データスタジアム株式会社
- 株式会社丸井グループ
- コニカミノルタジャパン株式会社
- 株式会社ねこじゃらし
- ニチバン株式会社
- 株式会社インソース

### スポ育パートナー
- 参天製薬株式会社
- アクサ生命保険株式会社
- ダウ・ケミカル日本株式会社
- 株式会社アセットリード
- 花王株式会社／花王ハートポケット倶楽部
- 株式会社ゼネラルパートナーズ
- 全日本空輸株式会社
- ポラリス&パートナーズ株式会社
- ロジスティックスオペレーションサービス株式会社
- トルンプ株式会社
- 株式会社インソース

### 過去のパートナー企業
- サプライサービスパートナー
  - 株式会社イミオ
- スポ育パートナー
  - 株式会社ビーエスエス

（上記の出典：日本ブラインドサッカー協会公式ウェブサイト「パートナー企業紹介」より）

## 助成団体
- 独立行政法人 日本スポーツ振興センター（スポーツ振興基金）[30]
- 公益財団法人 日本財団パラリンピックサポートセンター[30]

## 受賞・表彰歴
- 福祉のまちづくり功労者に対する知事感謝状（2013年、東京都）[31][32]
- 平成26年度バリアフリー・ユニバーサルデザイン推進功労者表彰「内閣府特命担当大臣表彰 優良賞」（2014年、内閣府）[33]
- 日本PR大賞 シチズン・オブ・ザ・イヤー（2017年、日本パブリック・リレーションズ協会）[34][35][36]